# Kipper (peixe)

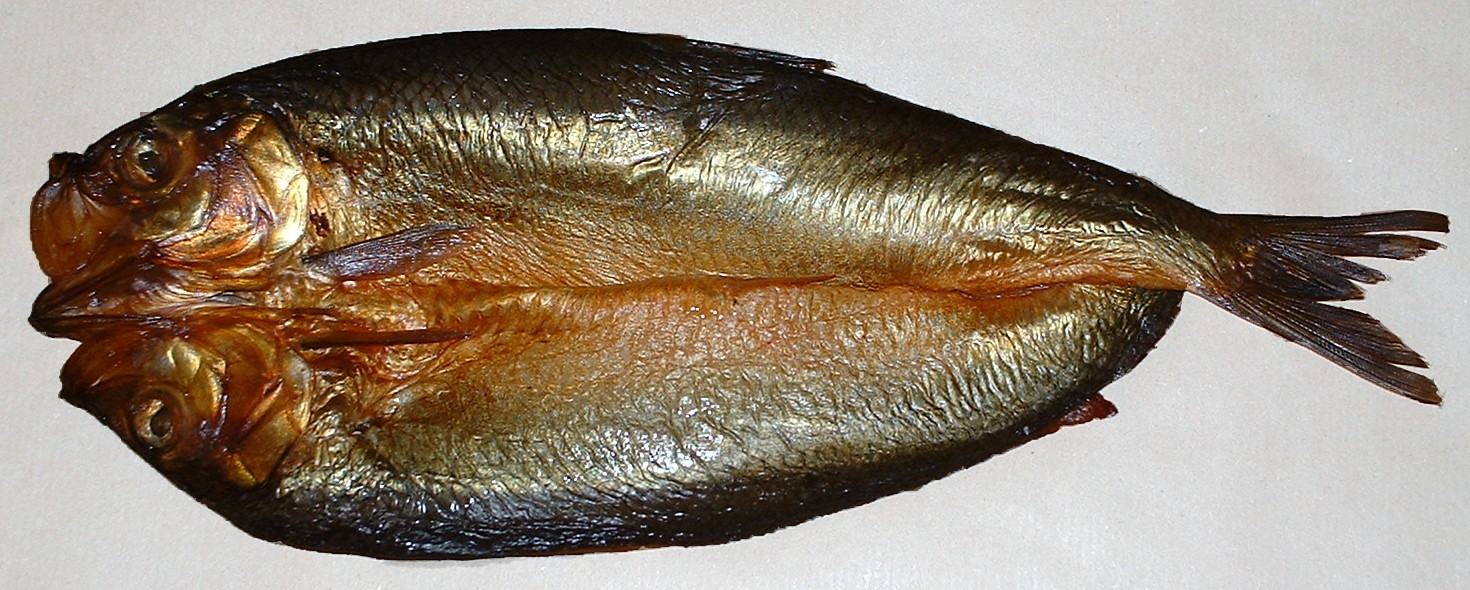
Arenque "dividido", Kippered

O kipper é um arenque inteiro, um peixe pequeno e oleoso, que foi dividido em formato de borboleta da cauda até a cabeça ao longo da espinha dorsal, eviscerado, salgado ou em conserva e defumado a frio sobre pedaços de madeira em brasa (geralmente carvalho).
No Reino Unido, na República da Irlanda e em algumas regiões da américa do norte, o kipper é mais comumente consumido no café da manhã. No Reino Unido, os kippers, juntamente com outros peixes defumados em conserva ou peixes salgados, como o bloater e o buckling, também eram comumente apreciados como um chá da tarde ou Ceia mais populares entre as populações do interior e da classe trabalhadora urbana antes da segunda guerra mundial.

## Terminologia
Acredita-se que a palavra tenha derivado do inglês antigo cypera, ou cobre, com base na cor do peixe. A palavra tem vários equivalentes possíveis, como o islandês kippa, que significa "puxar, pegar" e a palavra em alemão kippen, que significa "virar, inclinar". De modo semelhante, o inglês arcaico kipe denota uma cesta usada para coletar peixes. Outra teoria relaciona a palavra kipper ao kip, ou bico pequeno, que os salmões machos desenvolvem durante a época de reprodução.
Como verbo, kippering ("to kipper") significa preservar esfregando com sal ou outros temperos antes de secar ao ar livre ou na fumaça. Originalmente utilizado para a preservação de peixes remanescentes (especialmente aqueles conhecidos como "kips", coletados durante a desova), o kippering passou a significar a preservação de qualquer peixe, ave, carne bovina ou outra carne da mesma maneira. O processo geralmente é aprimorado por meio da limpeza, filetagem, corte (em forma de borboleta) ou fatiamento do alimento para expor a maior área de superfície possível aos agentes de secagem e conservação.

### Kippers, bloaters e bucklings
Todos os três são tipos de arenque defumado. Os kippers são divididos, eviscerados e depois defumados a frio; os bloaters são defumados completamente a frio; os bucklings são defumados completamente a quente.

## Origem

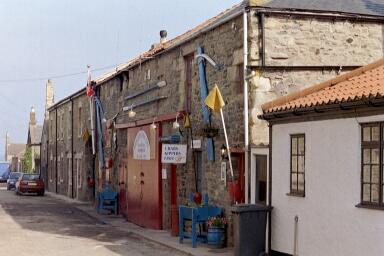
A fábrica de processamento de peixes no vilarejo de Seahouses, em Northumberland, é um dos locais onde se diz que a prática de cortar arenques se originou.

Embora a origem exata do kipper seja desconhecida, esse processo de cortar, eviscerar e curar o peixe com fumaça está bem documentado. De acordo com Mark Kurlansky, "os alimentos defumados quase sempre trazem consigo lendas sobre terem sido criados por acidente - geralmente o camponês pendurava o alimento muito perto do fogo e, na manhã seguinte, imaginem sua surpresa quando...". Por exemplo, Thomas Nashe escreveu em 1599 sobre um pescador de Lothingland, na região de Great Yarmouth, que descobriu o arenque defumado por acidente. Outra história da invenção acidental do kipper ocorreu em 1843, com John Woodger, de Seahouses, em Northumberland, quando o peixe para processamento foi deixado durante a noite em uma sala com um fogão a lenha. Sabe-se que essas e outras histórias não são verdadeiras, pois a palavra "kipper" é muito anterior a isso. A defumação e a salga de peixes - em especial de salmão e arenque em desova - que são capturados em grandes quantidades em um curto espaço de tempo e podem ser adequados para armazenamento alimentício por meio dessa prática são anteriores à Grã-Bretanha do século XIX e, na verdade, à história escrita, provavelmente desde que os seres humanos passaram a usar sal para preservar alimentos.

## Coloração

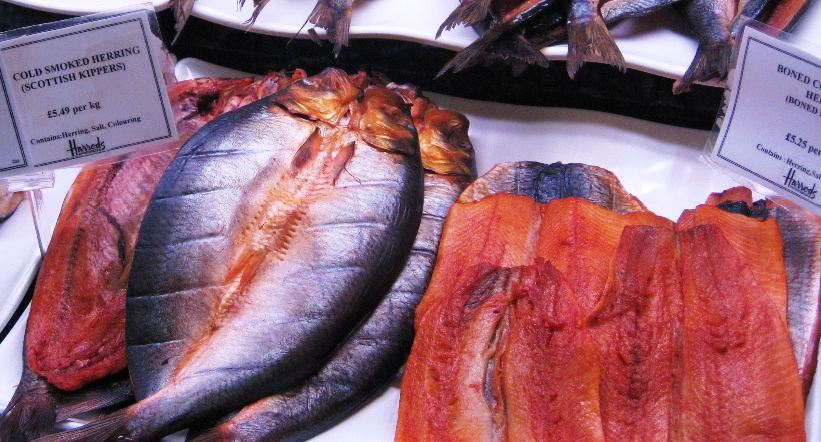
"Red herring" (arenque vermelho): arenque defumado a frio (kippers escoceses), salmourado e tingido para que sua carne adquira uma cor avermelhada.

Às vezes, o kipper também é chamado de arenque vermelho, embora seja necessária uma cura particularmente forte para produzir um kipper realmente vermelho. O termo aparece em um poema de meados do século XIII do poeta anglo-normando Walter de Bibbesworth, "He eteþ no ffyssh But heryng red." Samuel Pepys usou-o em seu diário de 28 de fevereiro de 1660: "Levantei-me pela manhã e comi alguns arenques vermelhos no café da manhã, enquanto o salto da minha bota estava sendo consertado, da mesma forma que o menino deixou o buraco tão grande quanto antes"
O tingimento de arenques foi introduzido como uma medida econômica na primeira guerra mundial, evitando a necessidade de longos processos de defumação. Isso permitiu que os kippers fossem vendidos de forma rápida, fácil e com um lucro substancialmente maior. Originalmente, os kippers eram tingidos com um corante de alcatrão de carvão chamado brown FK (FK é uma abreviação de "for kippers/para os kippers"), kipper brown(kipper marrom) ou kipper dye(kipper tingido). Atualmente, os kippers são geralmente tingidos em salmoura com um corante natural de anato(colorau) o que confere ao peixe uma cor laranja/amarela mais intensa. A legislação da comunidade europeia limita a ingestão diária aceitável de FK marrom a 0,15 mg/kg. Nem todos os peixes capturados são adequados para o processo de tingimento, os peixes maduros são mais frequentemente preferidos,  pois a densidade de sua carne melhora a absorção do corante. Um orange kipper é um kipper que foi tingido de laranja.
Os kippers da Ilha de Man e de alguns produtores escoceses não são tingidos; em vez disso, o tempo de defumação é prolongado de maneira tradicional.

## Preparação

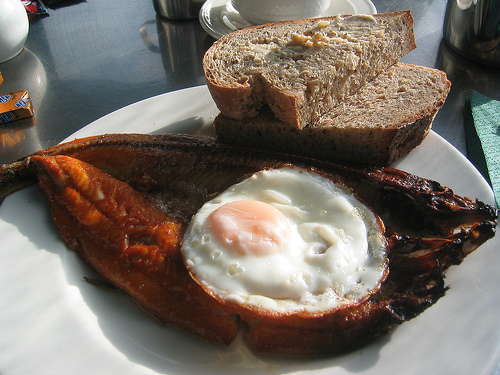
Kippers para o café da manhã na Inglaterra

Peixes "defumados a frio" que não tenham sido salgados para conservação devem ser cozidos antes de serem consumidos com segurança (eles podem ser cozidos, fritos, grelhados, enlatados ou assados, por exemplo). Em geral, os peixes oleosos são preferidos para defumação, pois o calor é uniformemente disperso pelo óleo e a carne não se desfaz como nas espécies mais secas.
No Reino Unido, os kippers são normalmente servidos no café da manhã, embora sua popularidade tenha diminuído desde as eras Vitoriana e Eduardiana.
Nos Estados Unidos, onde os kippers são muito menos consumidos do que no Reino Unido, eles são quase sempre vendidos como "lanches de kipper" enlatados ou em frascos encontrados na seção de alimentos refrigerados. Esses produtos são pré-cozidos e podem ser consumidos sem nenhum preparo adicional.

## Setor industrial
Os kippers produzidos na Ilha de Man são exportados para todo o mundo. Milhares são produzidos anualmente na cidade de Peel, onde duas casas de kippers, a Moore's Kipper Yard (fundada em 1882) e a Devereau and Son (fundada em 1884), defumam e exportam arenque.
Mallaig, que já foi o porto de arenque mais movimentado da europa, é famosa por seus kippers tradicionalmente defumados, assim como os kippers de Stornoway e os kippers de Loch Fyne. O vilarejo portuário de Craster, em Northumberland, é famoso pelos Craster kippers, que são preparados em um defumador local, vendidos na loja do vilarejo e exportados para todo o mundo.

## Termos relacionados
A palavra kipper em manês é skeddan jiarg, literalmente arenque vermelho; o mesmo termo em irlandês é scadán dearg, com o mesmo significado.
Kipper time é a temporada em que a pesca de salmão no rio Tâmisa, no Reino Unido, é proibida por um ato do parlamento; esse período era originalmente de 3 de maio a 6 de janeiro, mas mudou desde então. Kipper season refere-se (especialmente entre feirantes, mercadores, motoristas de táxi e afins) a qualquer período de escassez no comércio, especialmente nos primeiros três ou quatro meses do ano.
Os marinheiros da marinha real canadense usam o termo kippers como uma gíria para os membros da marinha real.
O termo kippering é usado como gíria para significar estar imerso em uma sala cheia de cigarros ou outra fumaça de tabaco.
A expressão idiomática inglesa (do Reino Unido) [to be] "stitched (or "done") up like a kipper" ou "costurado (ou "feito") como um kipper" é comumente usada para descrever uma situação em que uma pessoa foi (dependendo do contexto) foi "ajustada" ou "enquadrada"; "usada", tratada injustamente ou traída; ou enganada em alguma coisa, sem possibilidade de corrigir o "erro" cometido.
Nos livros infantis the railway series e no programa de televisão Thomas the tank engine and friends; The Flying Kipper é um apelido para um trem rápido de peixes, geralmente conduzido por Henry, a locomotiva verde.
O departamento de agricultura dos Estados Unidos define "Kippered Beef" como um produto seco curado semelhante ao beef jerky, mas não tão seco.